# Maiputsch
Der Maiputsch (poln. Przewrót majowy, auch Zamach majowy) ist die Bezeichnung eines Staatsstreichs von Unterstützern des Marschalls Józef Piłsudski vom 12. bis 15. Mai 1926 in Polen. In der Folge beherrschte Piłsudski das Land in wechselnden Funktionen, unter anderem als  Verteidigungsminister.

## Ursachen
Die Jahre vor dem Maiputsch waren von der wachsenden Korruption, Ämterstreitigkeiten unter den häufig wechselnden, instabilen Regierungen und wirtschaftlichen Krisen geprägt. Nachdem im November 1925 die zweite Władysław-Grabski-Regierung gestürzt worden war und die von Piłsudski unterstützten Regierungskoalitionäre um Aleksander-Skrzyński (Endecja, Chadecja, die NPR, die PSL „Piast“ und die PPS) sich in den Wirtschaftsfragen nicht hatten einigen können, kam nach einer heftigen Debatte eine Regierung ohne die PPS unter Wincenty Witos zustande, die jedoch in der Bevölkerung keinen Rückhalt fand. Auch der seit Juli 1925 andauernde deutsch-polnische Zollkrieg und mit ihm verbundene Wirtschaftsprobleme trugen zur Begünstigung des Putsches bei. In der Folge entschlossen sich die Anhänger Piłsudskis im Militär zu einem Staatsstreich.

## Verlauf
In der Nacht vom 11. zum 12. Mai 1926 wurde die Warschauer Garnison alarmiert. Ein Teil der Garnison zog nach Rembertów und stellte sich unter Marschall Piłsudskis Kommando. Am 12. Mai brachten diese Einheiten die Warschauer Brücken unter ihre Kontrolle, während die amtierende Regierung von Wincenty Witos den Ausnahmezustand verkündete. Gegen 17 Uhr kam es an diesem Tag an der Poniatowski-Brücke zu Gesprächen zwischen Piłsudski und dem Staatspräsidenten Stanisław Wojciechowski, die nach etwa zwei Stunden ohne Ergebnis abgebrochen wurden. Danach begannen die ersten Kämpfe zwischen den beiden Lagern, die trotz der Vermittlungsversuche des Erzbischofs Aleksander Kakowski und des Sejmmarschalls Maciej Rataj bis zum 15. Mai andauerten. Am 14. Mai schlug sich die PPS auf die Putschistenseite und rief zum Generalstreik auf. Dem schloss sich auch die Bahngewerkschaft an, was die strategische Situation maßgeblich beeinflusste, da so die regierungstreuen Truppen in den Woiwodschaften Großpolen und Schlesien am Kampfeinsatz gehindert wurden. Angesichts des drohenden Bürgerkrieges gaben schließlich Wojciechowski und Witos nach und legten ihre Ämter nieder. Der Putsch kostete 215 Soldaten und 164 Zivilisten das Leben und forderte ca. 900 Verletzte auf beiden Seiten. Die offiziell durch den unter der Führung vom General Żeligowski arbeitenden Ausschuss angegebene Anzahl von insgesamt 379 Opfern berücksichtigte jedoch nicht die nach dem 14. Mai 1926 verstorbenen Schwerverletzten. So wuchs die Anzahl der Todesopfer bis 27. Mai auf 410 Personen.

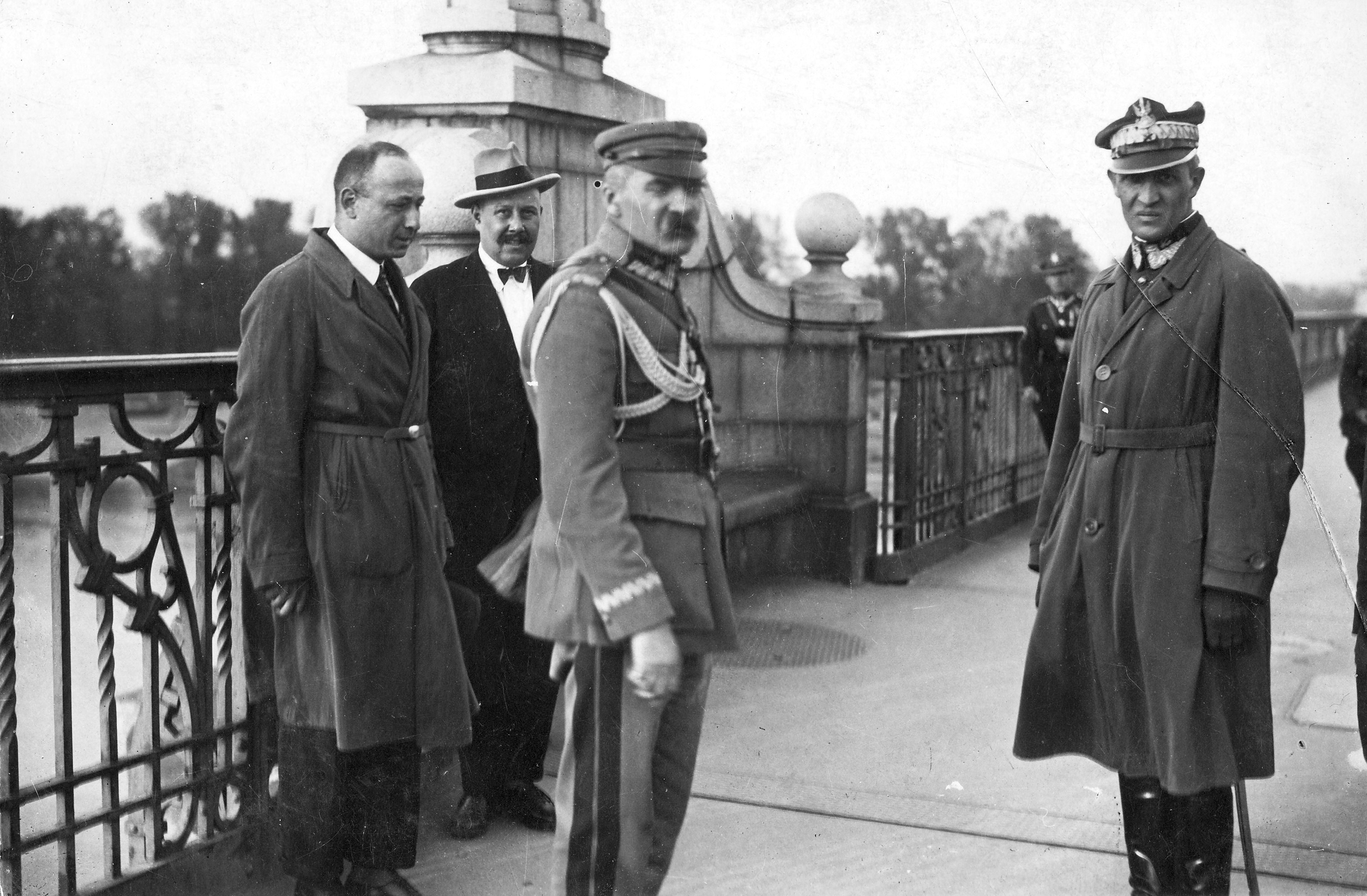
Józef Piłsudski und Gustaw Orlicz-Dreszer auf der Poniatowski-Brücke

### Putschunterstützer
- PPS (Polnische Sozialistische Partei)
- Stronnictwo Chłopskie (Bauernvereinigung)
- PSL „Wyzwolenie“ (Polnische Volkspartei, links)
- KPP (Kommunistische Partei Polens)
- einige nationale Minderheitenparteien

### Regierungstreue Kräfte
- Narodowa Demokracja (Nationaldemokratische Partei)
- PSCD (Christlich-Demokratische Partei)
- PSL „Piast“ (Polnische Volkspartei, gemäßigt)

## Nach dem Putsch
Nach dem Putsch wurde Piłsudskis Vertrauter Kazimierz Bartel neuer Ministerpräsident, Piłsudski selbst, der bereits von 1918 bis 1922 Staatschef (Naczelnik Państwa) Polens gewesen war, begnügte sich mit dem Posten des Verteidigungsministers. Am 31. Mai wurde er allerdings von der Nationalversammlung auch zum Staatspräsidenten gewählt, nahm jedoch die Wahl nicht an und empfahl Ignacy Mościcki, der dann auch Präsident wurde und es bis 1939 blieb. De facto beherrschte Piłsudski das Land in wechselnden Funktionen, unter anderem als Verteidigungsminister, bis zu seinem Tod im Jahr 1935.